# Tailly (Côte-d'Or)
Tailly é uma comuna francesa na região administrativa da Borgonha-Franco-Condado, no departamento de Côte-d'Or. Estende-se por uma área de 4,61 km². Em 2010 a comuna tinha 191 habitantes (densidade: 41,4 hab./km²).